# LOST〜呪われた島〜
『LOST～呪われた島～』（ロスト～のろわれたしま～）は、日本のホラー映画作品。2006年9月22日にDVDが発売された。

## あらすじ
かつて平家一族に敗れた源氏一族が鬼を退治したという伝説の残る八丈島をゼミの課題のために訪れた越前小夜子、能勢結衣、鶴間大地、細谷由之の大学生4人組。海辺で開放感に浸る彼らだったが、案内役の寺山梨花から「人の生き血を啜る鬼」の伝説を教えられる。そこで彼らは破られた鬼の封印に戦慄する。翌日、由之が姿を消し、残されたビデオには助けを求める彼の声が記録されていた。事故による船の欠航で孤立した島に残され、今度は大地までもが行方不明になる。そこへ吸血鬼の謎を追う探偵、伊勢崎真一郎が現れるのだが…
唯が最初に鬼じゃないかと思ったが　じつは・・・

## キャスト
- 越前小夜子：佐藤和沙
- 能勢結衣：松崎桃子
- 鶴間大地：田中伸彦
- 細谷由之：坂本真
- 寺山梨花：遠藤みずき
- 伊勢崎真一郎：阿部進之介
- アナウンサー：坪内守

## スタッフ
- 監督：山本清史
- 製作：森山幸男、大橋孝史
- プロデューサー：花村佳代子、馬場基生、上野境介